# Німецький музей

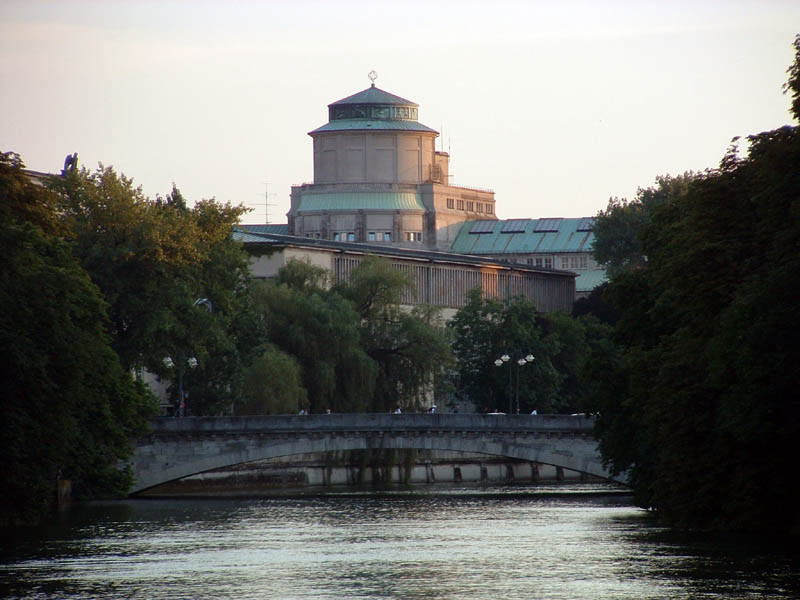
Німецький музей, вид на музейний острів

Німецький музей (нім. Deutsches Museum) у Мюнхені — найбільший музей природознавства і техніки у світі. У ньому зібрано близько 28 000 експонатів, що представляють понад 50 галузей науки. Великі колекції експонатів музею зі світу техніки і природознавства оглядають щорічно понад півтора мільйони людей.
Німецький музей ставить своєю метою розповсюдження в найнаочнішій, найдоступнішій, найцікавішій і найзрозумілішій для нефахівців формі природничих і технічних знань. Виконанню цього завдання служать експозиції музею, що демонструють розвиток природничих наук і техніки на конкретних прикладах.
Музей був заснований 28 червня 1903 року на зустрічі Асоціації німецьких інженерів (нім. Verein Deutscher Ingenieure) з ініціативи Оскара фон Міллера. Його офіційна назва — Німецький музей шедеврів науки та технології (нім. Deutsches Museum von Meisterwerken der Naturwissenschaft und Technik).

## Музейний острів

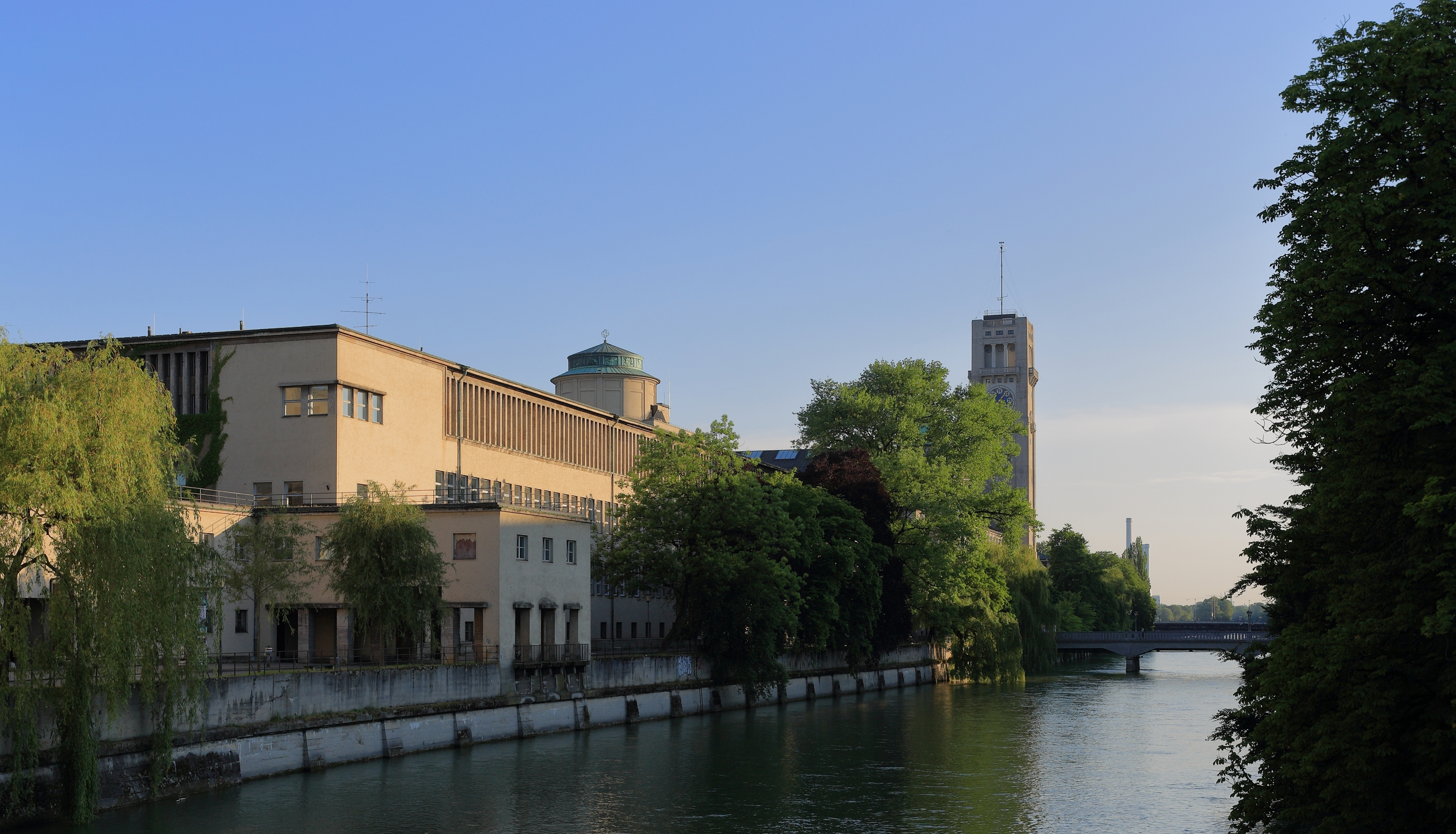
Вид на Німецький музей з моста Людвіга

Основне відділення Німецького музею розташована на маленькому острові на річці Ізар, який з часів Середньовіччя використовувався для сплаву лісу. Оскільки він регулярно затоплювався до будівництва водосховища Сільвенштайн, на ньому не було будівель до 1772 року.
У 1772 році на острові були збудовані Ізарські бараки, а після потопу 1899 року вони були перебудовані для захисту від повеней. 1903 року міська рада Мюнхена оголосила, що вони пожертвують острів новоствореному музею. Острів, раніше відомий під назвою Вугільний (нім. Kohleninsel), був перейменований у Музейний.

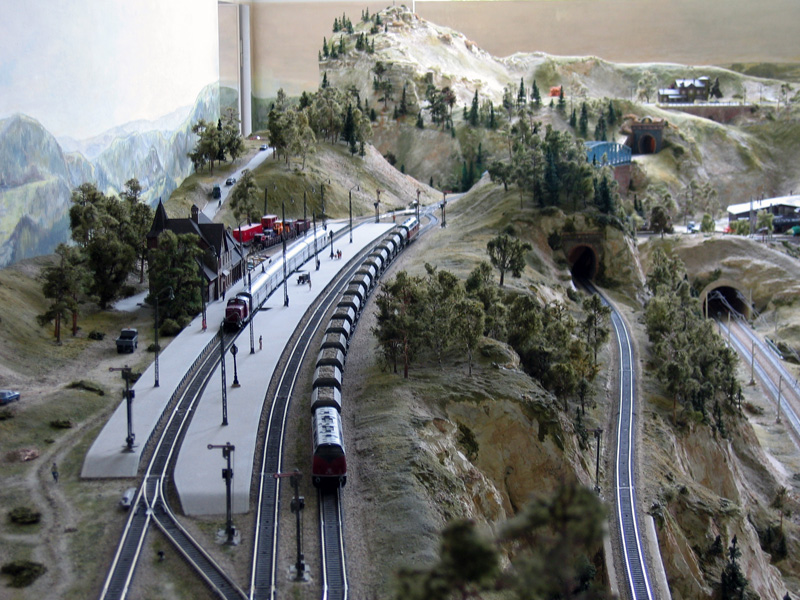
Модель залізниці з багатьма європейськими типами рельсів

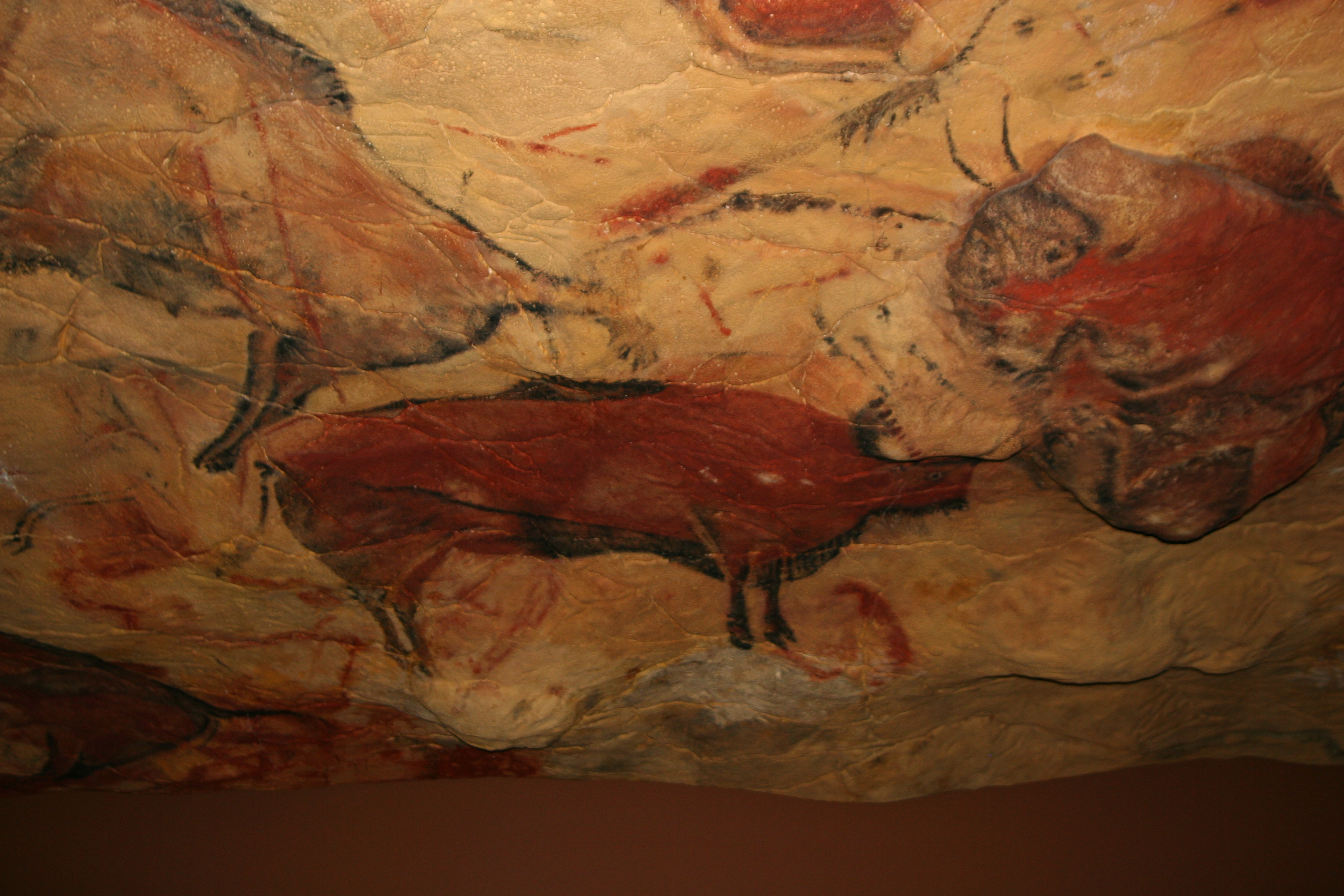
Репродукція печери Альтаміра у Німецькому музеї

Багато виставок музею працюють у режимі демонстрації технології, наприклад демонстрація для груп клітки Фарадея.
Поточні постійні виставки:
- аерокосмічна галузь
- сільське господарство
- репродукція печери Альтаміра з наскельними малюнками Кам'яної доби
- аматорське радіо
- астрономія
- будівництво мостів
- кераміка
- хімія
- хронометрія
- компютери
- електроенергія
- енергетичні технології
- навколишнє середовище
- геодезія
- скло
- історія Німецького музею
- гідравлічна інженерія
- частини машин
- морська навігація
- шедеври
- видобування корисних копалин (від історії до сучасності)
- металургія
- мікроелектроніка
- нафта та природний газ
- музика
- папір
- фармація
- фізика
- енергетичне машинобудування
- друкарська справа
- наукові інструменти
- технічні іграшки
- телекомунікації
- текстильна технологія
- будівництво тунелів
- ваги та одиниці вимірювання

## Інші відділення
Крім основного відділення на Музейному острові, Німецький музей має дві філії — одну поблизу Мюнхена та одну у Бонні.
Філія «Німецький музей Авіабаза Шляйсгайм» (нім. Flugwerft Schleißheim) розташована у 18 км на північ від центру Мюнхена, поблизу палацу Шляйсгайм. Вона була заснована на території однієї з перших військових авіабаз у Німеччині, створених майже перед самим початком Першої світової війни. Філія складається з старого центру повітряного контролю та командування та з сучасних будівель, доданих наприкінці 2000-х за сприяння Франца Йозефа Штрауса, тоді прем'єр-міністра землі Баварія, який був пристрасним льотчиком.

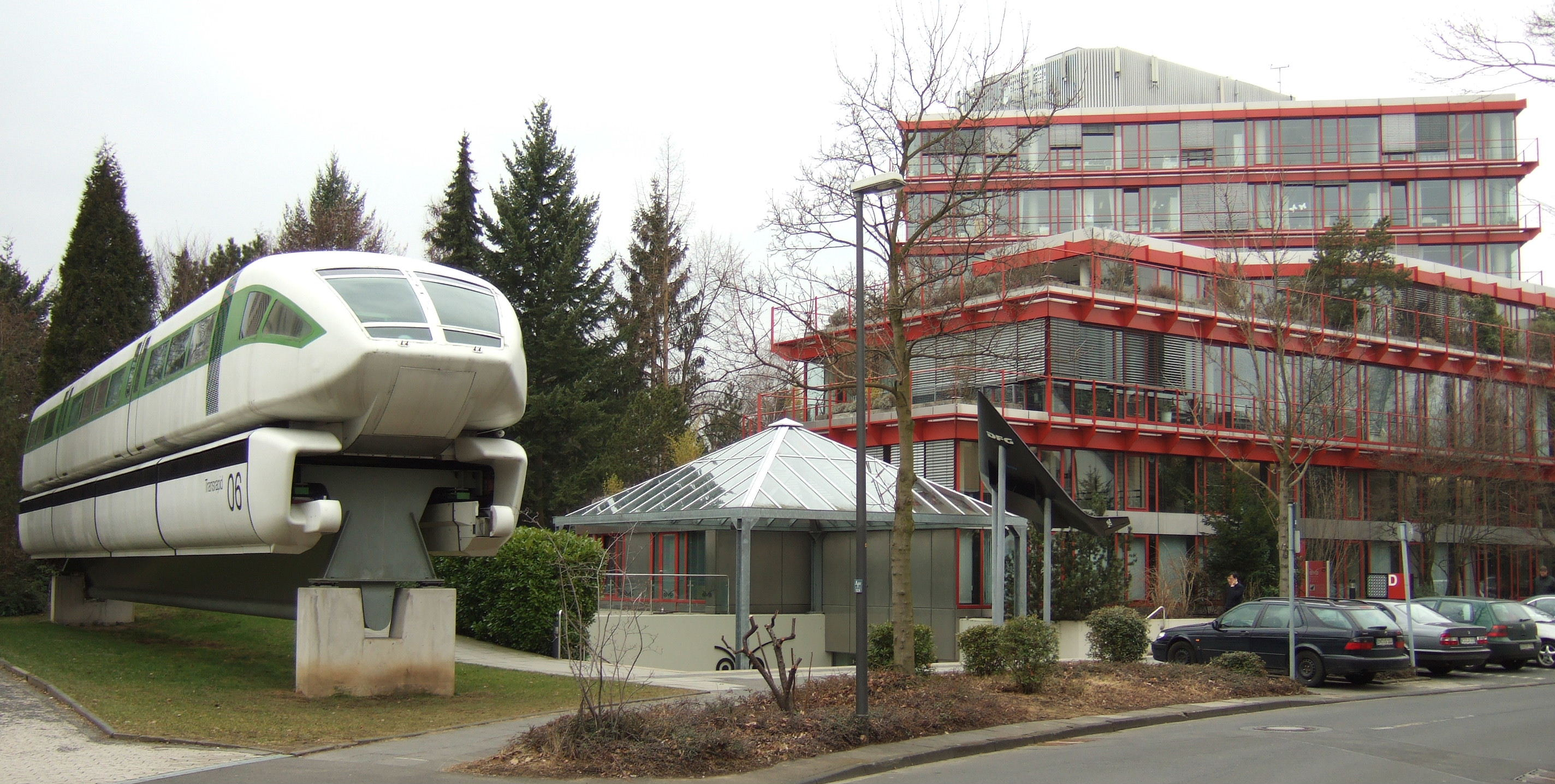
Німецький музей Бонн

На «Авіабазі Шляйсгайм» можна побачити різні цікаві літаки, для яких на Музейному острові місця не вистачає. Серед найважливіших екземплярів:
- однокрилий планер Хортен, збудований у 1940 роки та відновлений з небагатьох вцілілих деталей;
- унікальна колекція німецьких розробок літаків вертикального зльоту та посадки, які розроблялись у 1950-60-ті роки;
- ряд американських військових літаків доби війни у В'єтнамі;
- радянські літаки, перевезені зі Східної Німеччини після об'єднання.

У філії також є майстерня з реставрації всіх видів літаків, призначених для стаціонарної експозиції.
Філія у Бонні була відкрита 1995 року і фокусом її експозиції є німецька технологія, наука та дослідження після 1945 року.
Найновіша філія Німецького музею відкрилась 2003 року на Терезиних висотах у Мюнхені та має назву «Німецький музей Транспортний центр» (нім. Deutsches Museum Verkehrszentrum), відповідно зосереджуючись на технологіях наземного транспорту.